# Sous-région d'Helsinki
La sous-région d'Helsinki (finnois : Helsingin seutukunta) est une sous-région de l'Uusimaa en Finlande. 
Au niveau 1 (LAU 1) des unités administratives locales définies par l'Union européenne elle porte le numéro 011.

## Municipalités
La sous-région d'Helsinki est composé de 17 municipalités :
| Blason               | Municipalité               |
| -------------------- | -------------------------- |
| Espoon vaakuna       | Espoo (ville)              |
| Helsingin vaakuna    | Helsinki (ville)           |
| Hyvinkään vaakuna    | Hyvinkää (ville)           |
| Järvenpään vaakuna   | Järvenpää (ville)          |
| Karkkilan vaakuna    | Karkkila (ville)           |
| Kauniaisten vaakuna  | Kauniainen (ville)         |
| Keravan vaakuna      | Kerava (ville)             |
| Kirkkonummen vaakuna | Kirkkonummi (municipalité) |
| Lohjan vaakuna       | Lohja (ville)              |
| Mäntsälän vaakuna    | Mäntsälä (municipalité)    |
| Nurmijärven vaakuna  | Nurmijärvi (municipalité)  |
| Pornaisten vaakuna   | Pornainen (municipalité)   |
| Sipoon vaakuna       | Sipoo (municipalité)       |
| Siuntion vaakuna     | Siuntio (municipalité)     |
| Tuusulan vaakuna     | Tuusula (municipalité)     |
| Vantaan vaakuna      | Vantaa (ville)             |
| Vihdin vaakuna       | Vihti (municipalité)       |

## Population
Depuis 1980, l'évolution démographique de la sous-région de Helsinki est la suivante:
| Année      | 1980      | 1985      | 1990      | 1995      | 2000      | 2005      | 2010      | 2015      |
| ---------- | --------- | --------- | --------- | --------- | --------- | --------- | --------- | --------- |
| population | 1 001 806 | 1 059 895 | 1 117 098 | 1 195 511 | 1 278 719 | 1 334 336 | 1 412 107 | 1 500 394 |